# Banksia pilostylis
Banksia pilostylis är en tvåhjärtbladig växtart som beskrevs av Charles Austin Gardner. Banksia pilostylis ingår i släktet Banksia och familjen Proteaceae. Inga underarter finns listade i Catalogue of Life.